# Èupolis
Èupolis  (en llatí Eupolis, en grec antic Εὔπολις) fou un poeta còmic atenenc, fill de Sosípolis, que va pertànyer a la vella comèdia. És un dels tres que Horaci distingeix a la seva frase: Eupolis, atque Cratinus, Aristophanesque poetae, ... alii quorum prisca comoedia virorum est. (Èupolis, amb Cratí i Aristòfanes són els escriptors més destacats de la vella comèdia). Aquest judici es confirma pel que es coneix dels escriptors de comèdies àtics.

## Biografia
Va iniciar la seva carrera representant el primer drama a la 87a Olimpíada, el 429/428 aC, dos anys abans que Aristòfanes que tenia quasi la seva mateixa edat. Segons diu Suides llavors tenia 17 anys per tant hauria nascut el 446/445 aC. La història més comuna sobre la seva mort és que Alcibíades el va llançar al mar quan anava cap a Sicília, com a represàlia per una sàtira contra ell que hauria inclòs a la seva obra Βάπται, però aquest fet no el menciona cap historiador, ni Tucídides. Ciceró diu que Eratòstenes menciona obres seves escrites després de l'expedició siciliana. Un fragment que encara existeix esmenta a Aristarc, del que se sap que era στρατηγός (general) l'any 412 aC, és a dir 4 anys després de la seva suposada mort. A Suides es diu que va morir a la guerra de l'Hel·lespont, al final de la guerra del Peloponès, que segurament seria la batalla de Cinossema (411 aC), la batalla naval de les Arginuses (406 aC) o la d'Egospòtam (405 aC). Hi ha altres versions, Claudi Elià i Joan Tzetzes diuen que va morir i va ser enterrat a l'illa d'Egina i Pausànies afirma haver vist la seva tomba a Sició. De la seva vida no es coneix res excepte que tenia un gos anomenat Augees, i un esclau anomenat Efialtes, segons Claudi Elià.
Èupolis i Aristòfanes van ser rivals tota la vida i es van atacar mútuament en algunes comèdies, encara que també s'imitaven en el temes i en les expressions satíriques.

## Obres
Suides diu que va escriure disset obres i un autor anònim en dona 14. Se'n conserven més de 17, encara que algun títol és dubtós. Les 15 següents semblen ser autèntiques obres seves:
Αἶγες (Cabres), Ἀστράτευτοι ἢ Ἀνδρογύναι (gent exempta del servei militar o andrògins el 423 o 422 aC), Αὐτόλυκος (Autòlic, el 420 aC), Βάπται (Cassons), Δήμοι (Demos), Διαιτῶν (Àrbitre), Εἵλωτες (Ilotes), Κόλακες (Aduladors el 421 aC, primer premi al festival de Dionís), Μαρικᾶς (Llibertí, el 421 aC), Νουμηνίαι (Festival de la Lluna Nova el 425 aC, un tercer premi, el primer se l'emportà Aristòfanes amb Ἀχαρνεῖς i el segon Cratí amb Χειμαξομένοι al festival de les Lenaia), Πόλεις (Molts), Προσπάλτιοι (Els de Prospalta, un demos d'Àtica), Ταξίαρχοι (Taxiarques, els que manen un batalló), Ὑβριοστοδίκαι (Els que abusen de la justícia), Χρυσουν Προσπάλτιοι (Els daurats de Prospalta) i Χρυσουν γένος (La raça d'or).